# Stratarque
Le titre de stratarque (grec moderne : στρατάρχης), signifiant « dirigeant de l'armée » en grec, est associé aux généraux qui ont réussi. Dans l'Empire byzantin, les stratarchai (στρατάρχαι) sont des hauts fonctionnaires militaires, tandis que dans la Grèce moderne, le terme correspond au grade de maréchal.

## Usage dans l'Empire byzantin
Le terme trouve son origine dans l'Empire byzantin, où, du IXe au XIe siècle, les stratarchai sont une classe de hauts fonctionnaires chargés des finances et de l'administration militaires, dont font partie les hétairies (commandant des gardes mercenaires), les drongaires de la flotte, les logothètes des troupeaux qui surveillent les fermes d'élevage de chevaux de l'armée, les comtes des écuries et les protospathaires des hommes impériaux (en).  À la fin du XIe siècle, cette signification technique est oubliée et le terme stratarchai, ainsi que des variantes telles que mégas stratarchai (« grands stratarques ») et panstratarchai (« tout-stratarques »), en sont venus à être utilisés comme épithète honorifique pour d'importants généraux. Dans cette utilisation, il est par exemple utilisé pour décrire le célèbre héros littéraire Digénis Akritas, ou d'anciens commandants célèbres, tels que Bélisaire. 

## Usage dans la Grèce moderne
Dans l'histoire grecque moderne, le titre (translittération phonétique moderne : stratarchis) conserve la connotation d'un commandant victorieux, et a été utilisé officieusement pour les deux commandants de terrain grecs les plus célèbres de la guerre d'indépendance grecque : Theódoros Kolokotrónis en Morée (Péloponnèse) et Geórgios Karaïskákis en Roumélie (Grèce centrale). En tant que terme technique, il est également utilisé pour rendre en grec le rang et la dignité de maréchal.
À ce titre, le grade a été décerné pour la première fois au roi Constantin Ier en 1913, à la suite des guerres balkaniques victorieuses. Il a été décerné à nouveau à son fils, le roi George II, en 1939, et a été détenu par ses successeurs, Paul et Constantin II jusqu'à l'abolition de la monarchie grecque en 1973-1974. Hormis les monarques régnants, un seul officier professionnel a reçu le grade : le général Aléxandros Papágos, qui l'a reçu le 28 octobre 1949 en reconnaissance de ses services pendant la guerre gréco-italienne et la guerre civile grecque.
De plus, le lieutenant-général Theódoros Grívas (de) reçut le grade le 23 octobre 1862 pour son rôle dans la révolte qui conduisit à l'éviction du roi Othon, mais mourut le lendemain, avant qu'il ne puisse lui être conféré en personne. 
Le rang de Stratarchis n'a pas été conservé par l'actuelle Troisième République hellénique.